# Qabaqçöl
Qabaqçöl è un comune dell'Azerbaigian situato nel distretto di Balakən. Conta una popolazione di 1 004 abitanti.